# هربرت گریونیوس
هربرت گریونیوس (سوئدی: Herbert Grevenius؛ ‏ ۷ اکتبر ۱۹۰۱ – ۹ دسامبر ۱۹۹۳) فیلم‌نامه‌نویس اهل سوئد بود.
از فیلم‌ها یا مجموعه‌های تلویزیونی که وی در آن‌ها نقش داشته است، می‌توان به میان‌پرده‌های تابستانی، مادربزرگ و پروردگارمان، بر عشق ما می‌بارد و تشنگی اشاره نمود.